# Albert Arilla i López
Albert Arilla i López (Barcelona, 24 de desembre de 1937) fou un tennista català de la dècada de 1960.

## Trajectòria
Pel que fa a clubs, va defensar els colors del Reial Club de Tennis Barcelona. Començà a destacar de ben jove. En categoria juvenil guanyà el Campionat de Catalunya individual (1955) i el de dobles amb Andreu Gimeno i Josep Lluís Arilla respectivament (1954 i 1955). En categoria júnior fou campió de Roland Garros l'any 1957.
Destacà com a jugador de dobles. Ja en categoria absoluta fou quatre cops campió d'Espanya en dobles juntament amb Gimeno entre 1955 i 1958. Fou dos cops campió de Catalunya individual els anys 1960 i 1961, i en dobles (1957, amb A. Gimeno, i 1961, amb J.L. Arilla).
Va disputar vuit eliminatòries de Copa Davis amb Espanya entre 1958 i 1963.
El seu germà Josep Lluís també fou destacat tennista.